# Arcania heptacantha
Arcania heptacantha is een krabbensoort uit de familie van de Leucosiidae. De wetenschappelijke naam van de soort is voor het eerst geldig gepubliceerd in 1861 door De Haan.